# Sátán Egyháza

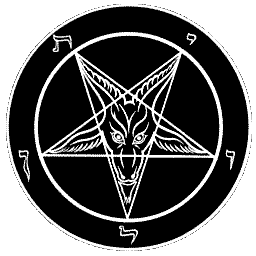

A Sátán Egyháza egy szervezet, amelynek célja az ember hús-vér mivoltának elfogadása, amint azt Anton Szandor LaVey Sátáni Biblia (1969) című, írt könyvében megfogalmazta. Tagjai a LaVey-i sátánizmus filozófiáját vallják magukénak.

## Története
A Sátán Egyházát 1966. április 30-án, San Franciscóban alapította LaVey, aki 1997-es haláláig annak főpapja volt.
Az első évben a Sátán Egyháza és LaVey jelentős médiafigyelmet kapott, köszönhetően Judith Case és a radikális újságíró, John Raymond nyilvános esküvőjének, melyet ő mutatott be. A másik hasonlóan nagy visszhangot kiváltó esemény a Sátán Egyházának egyik tagja, Edward Olson tengerésztiszt nyilvános temetése volt, amelyet felesége kérésére rendeztek.
Az 1980-as években a Szövetségi Nyomozóiroda (FBI) hivatalos jelentésben cáfolta azokat a (főleg egyes keresztények, pszichoterapeuták, valamint a média által táplált) összeesküvés-elméleteket, amelyek bűnözők szövetségének próbálták lefesteni a szervezetet. E jelenség később „Sátáni Pánik” néven vált ismertté.
2004 októberében a Brit Királyi Haditengerészet hivatalosan elismerte első regisztrált sátánista tagját, a huszonnégy éves Chris Cranmer technikust.
2007 decemberében az Associated Press jelentése szerint egy serdülő fiatal a Sátán Egyháza adminisztrációjának elektronikus levelet küldött, amelyben kijelentette, szándékában áll „ölni a gonosz úr – Sátán – nevében”. Az Egyház, megerősítve a törvények betartásával kapcsolatos korábbi nyilatkozatait, jelentette az esetet az FBI-nak, az pedig a helyi rendőrség embereinek, akik letartóztatták a fiatalt.

## Kapcsolódó olvasmányok
- The Church of Satan: A History of the World's Most Notorious Religion by Blanche Barton (Hell's Kitchen Productions, 1990, ISBN 0-9623286-2-6) - Out of print
- Satan Wants You: The Cult of Devil Worship in America by Arthur Lyons (Mysterious Press, 1988, ISBN 0-89296-217-8; Warner Books, 1989, ISBN 0-445-40822-7) - Out of print
- Lucifer Rising: A Book of Sin, Devil Worship and Rock 'n' Roll by Gavin Baddeley, Paul Woods (Plexus Publishing (UK), 2000, ISBN 0-85965-280-7)
- The Church of Satan. Fifth Edition, 2002 by Michael A. Aquino. A documentary history of the 1966-1975 Church of Satan. [Note: This is a very large PDF file: 9.4mb.]

### Anton LaVey könyvei
- Wolfe, Burton H.; LaVey, Anton Szandor. The Satanic Bible. New York, N.Y: Avon (1977). ISBN 0-380-01539-0
- Anton Szandor LA Vey. The Satanic Rituals. New York, N.Y: Avon. ISBN 0-380-01392-4
- Peggy Nadramia; LaVey, Anton Szandor. The Satanic Witch. Venice, Calif: Feral House. ISBN 0-922915-84-9
- LaVey, Anton Szandor; Anton Szandor LA Vey. The Devil's Notebook. Venice, Calif: Feral House (1992). ISBN 0-922915-11-3
- Manson, Marilyn; Anton Szandor LA Vey; LaVey, Anton Szandor. Satan Speaks!. Venice, Calif: Feral House. ISBN 0-922915-66-0

## Külső hivatkozások
- A Sátán Egyháza hivatalos honlapja